# Ernesto Caffo
Ernesto Caffo (Modena, 16 maggio 1950) è uno psichiatra, scrittore, attivista e filantropo italiano, specializzato in neuropsichiatria infantile, e conosciuto prevalentemente per essere stato il fondatore della ONLUS Telefono Azzurro.

## Biografia
È nato a Modena. Si è laureato in Medicina e Chirurgia presso l'Università di Bologna nel 1975, e nel 1980 ha conseguito l'abilitazione in Neuropsichiatria Infantile presso l'Università degli Studi di Modena.
Nel 1985 ha iniziato una lunga attività di ricercatore, dedicata interamente a traumi, abusi e violenza sui minori, e in modo particolare sulla valutazione del trattamento in psichiatria infantile e adolescenziale, e ha portato avanti questa attività in varie università di Parma, Roma e Milano, per quanto riguarda l'Italia, e New York e San Francisco negli Stati Uniti.
Ha inoltre organizzato diversi seminari di ricerca e formazione sul trattamento delle vittime di eventi traumatici in età evolutiva, riguardanti in maniera particolare il bambino paziente identificato, ed è considerato un pioniere delle più importanti terapie cognitivo-comportamentali per il trattamento di bambini e adolescenti vittime di traumi psicologici, ed è stato dirigente di diverse società pubbliche italiane. Ha spesso citato il professor Luigi Anderlini come punto di riferimento per le sue attività.

## Filantropia
Si è impegnato attivamente per l'aiuto e il finanziamento di associazioni in favore dei diritti dell'infanzia, nel tentativo di dare supporto e sostentamento agli assistiti.

## Il Telefono Azzurro
Nel 1987 fonda il Telefono Azzurro a Bologna. Con D.P.R. del 18 dicembre 1990, Telefono Azzurro ha ottenuto il riconoscimento in qualità organizzazione senza scopo di lucro grazie all'importante lavoro che stava svolgendo in difesa dei diritti dell'infanzia. La ONLUS si occupa attraverso dei centralini di aiutare i bambini vittime di maltrattamenti, insulti e soprusi, tutelando i loro diritti.

## Scrittore
la sua attività di scrittore ha inizio nel 1984, con il libro Principi di psicopatologia dell'età evolutiva, che tratta dei disturbi dai quali gli infanti possono essere afflitti. Seguirà nel corso dei decenni una lunga serie di saggi dedicati al mondo della psicologia. Ha inoltre indetto una lunga serie di conferenze riguardanti i vari problemi dell'infanzia, promuovendo anche la ricerca contro alcuni tipi di disturbi mentali.

## Opere
- 1984 - Principi di psicopatologia dell'età evolutiva
- 1991 - Telefono Azzurro
- 2002 - Criteri di valutazione dell'abuso nell'infanzia
- 2003 - Relazione d'aiuto e consulenza telefonica

## Premi e riconoscimenti
- 1991 - Premio della Provincia di Bologna
- 2020 - Alfiere della Repubblica[7]